# عين دارة
عين دارة (بالكردية: Endarê‏) هي قرية سوريّة تتبع إداريّاً مركز عفرين التابعة لمنطقة عفرين في محافظة حلب منطقة. بلغ تعداد سكانها 248 نسمة حسب التعداد السكاني لعام 2004، و601 نسمة حسب قيود السجل المدني لنهاية عام 2005.
يقع بالقرب منها موقع أثري يعرف بنفس الاسم.